# (4247) Grahamsmith
(4247) Grahamsmith est un astéroïde de la ceinture principale.

## Description
(4247) Grahamsmith est un astéroïde de la ceinture principale. Il fut découvert le 28 novembre 1983 à la station Anderson Mesa par Edward L. G. Bowell. Il présente une orbite caractérisée par un demi-grand axe de 3,18 UA, une excentricité de 0,23 et une inclinaison de 2,1° par rapport à l'écliptique.

## Compléments